# 레흐와 체흐와 루스

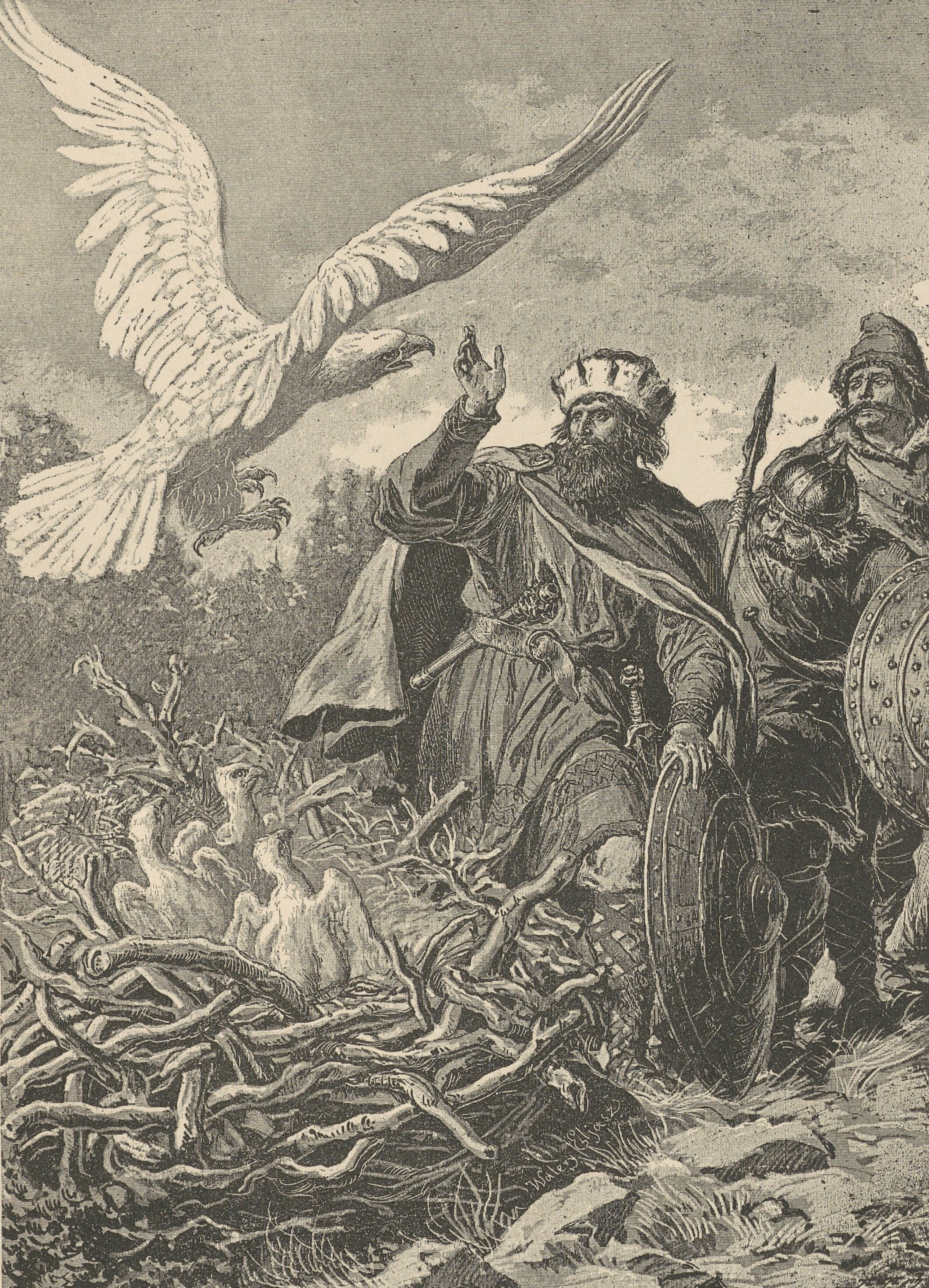
레흐, 체흐, 루스와 백수리 (발레리 엘리아스 라지코프스키 그림)

레흐와 체흐와 루스(폴란드어: Lech, Czech i Rus, 체코어: Čech, Lech a Rus)는 3개 슬라브계 민족의 건국신화다. 레흐와 체흐와 루스 3형제가 사냥을 나갔다가 각자 서로 다른 사냥감을 쫓아 헤어져 레흐는 북쪽에, 체흐는 서쪽에, 루스는 동쪽에 정착하여 각각 레흐족, 체흐족, 루스족의 조상이 되었다는 이야기다. 여러 판본이 있으며, 지역마다 상세한 내용은 달라져서 레흐와 체흐 두 형제만 나오거나 한 명만 나오기도 한다.

## 폴란드 버전
폴란드 버전에서는 삼형제가 사냥을 나갔다가 각자 다른 사냥감을 쫓아 서로 다른 방향으로 가다가 결국 헤어지게 된다. 루스는 동쪽으로 갔고, 체흐는 서쪽으로 가서 리프산에 정착했으며, 레흐는 북쪽으로 갔다. 거기서 사냥을 계속하던 레흐는 자기 화살을 쫓다 침입자로부터 자기 둥지를 지키려는 사나운 백수리와 마주하게 되었다. 붉은 석양을 배경으로 활개치는 백수리를 본 레흐는 이것을 좋은 징조라고 생각하고 그 자리에 정착했다. 레흐는 자기가 세운 정착지에 "둥지(폴란드어: gniazdo)"라는 뜻으로 그니에즈노라는 이름을 붙였고, 백수리를 자기 상징으로 삼았다. 백수리는 현재까지 폴란드의 상징이며, 폴란드의 국기의 백적 배색도 레흐가 본 석양과 백수리를 의미한다.
『비엘코폴스카 연대기』에서는 판노니아의 왕 판(Pan)이 슬라브족들의 조상이며, 레흐와 루스와 체흐는 판의 아들인데 레흐가 막내고 체흐가 장남이었다고 한다.

## 체코 버전

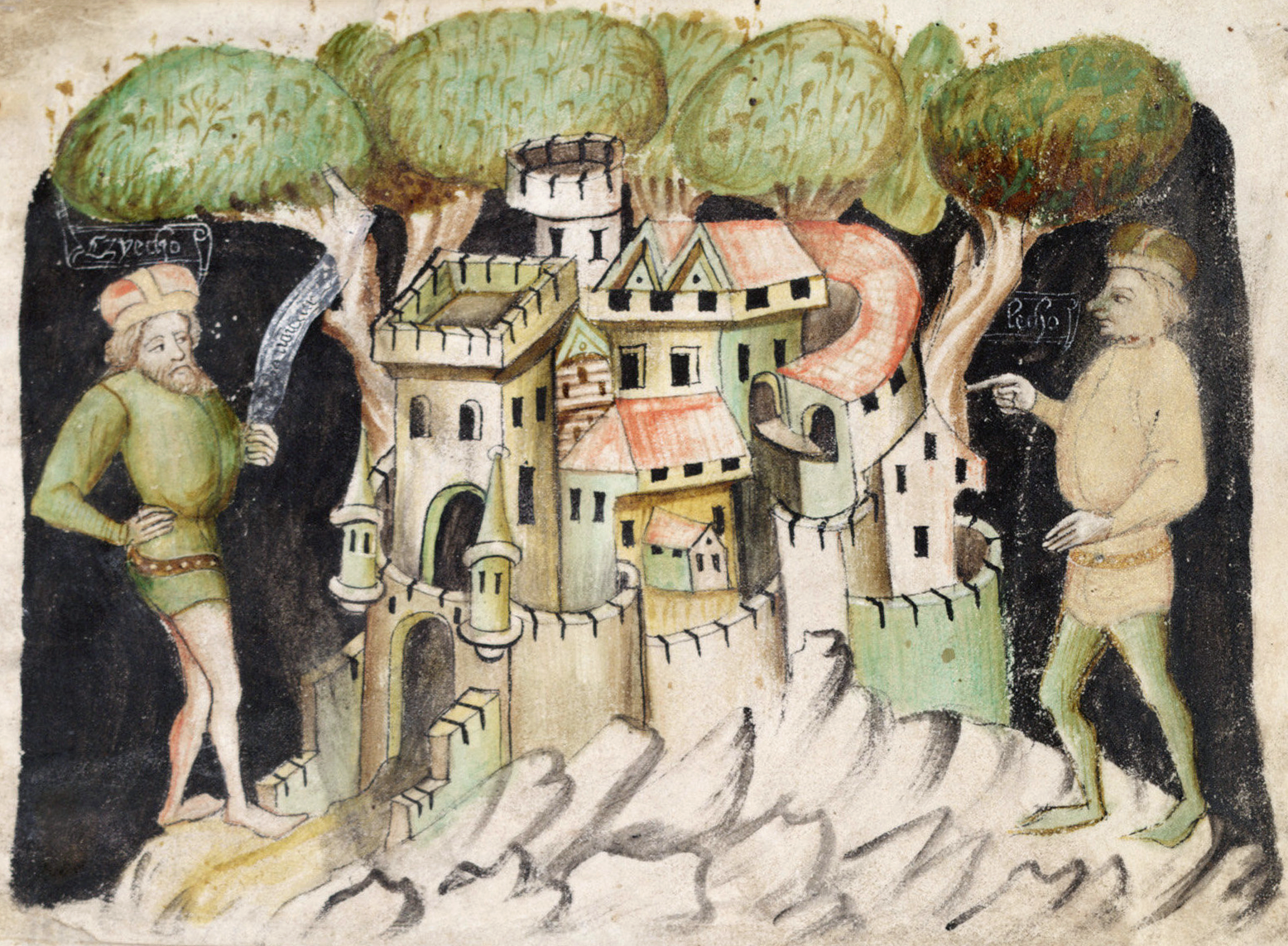
14세기 필사본의 레흐와 체흐 형제.

체코 버전에서는 레흐와 체흐 두 명밖에 나오지 않는다. 초기 연대기들에서는 체흐와 레흐의 고향을 따로 설정하지 않지만, 알로이스 이라세크가 편찬한 『고대 체히 전설집』에서는 그 장소를 “타트리산맥 뒷편, 비스와강 유역의 들판, 위대한 슬라브의 첫 고향 차르바트스카 나라(Charvátská, 백크로아티아를 의미하는 것으로 추정)”이라고 매우 상세하게 특정하고 있다. 차르바트스카에는 셀 수 없이 많은 부족들과 삶의 방식이 있었다.
부족들 간에 무수한 싸움이 일어난 결과 평화롭게 농사짓기를 좋아한 백성들은 나라 꼴에 불만이 많아졌다. 그래서 체흐가 그들을 규합하여 해 지는 방향으로 떠났다. 몇몇 판본에서는 체흐가 살인 혐의를 받았다고 한다. 『달리밀 연대기』(1314년)에 따르면 체흐와 그를 따르는 사람들이 리프산 위에 올라가 주변을 살펴보고, 체흐는 형제들에게 이 곳이 바로 길짐승, 날짐승, 물고기, 꿀벌이 풍부하여 식탁이 언제나 가득하며, 적들로부터 스스로를 방어할 수도 있는 축복받은 땅이라고 말했다. 체흐는 거기에 정착했지만, Přibík Pulkava(1374년경)에 따르면 레흐는 눈덮인 산맥을 따라 북쪽으로 더 가서 폴란드를 세웠다.
바츨라프 하예크 즈 리보찬이 쓴 1541년 판본에는 다른 문헌들에서는 찾을 수 없는 상세한 이야기들(아마 하예크가 상상으로 썼을 것이다)이 많이 기록되어 있다. 하예크 판본의 이야기에서는 레흐와 체흐 형제는 고향에 살 때부터 자기 성을 소유한 공작들이었으며, 그들이 고향을 떠나 체코 땅에 도달한 것은 644년이라고 한다.

## 해석
이 전설은 폴인과 체코인, 어쩌면 루스인까지 같은 조상을 공유한다는 내용으로, 늦어도 13세기에는 이 세 슬라브계 민족들이 서로간에 민족적 언어적 관련성이 있음을 알았고 그래서 자신들이 같은 뿌리에서 나왔다고 생각했음을 알 수 있다. 또한 슬라브계 민족의 고향이 동유럽이라는 것도 전설의 주요 내용이다. 동유럽은 주류 학계에서 인도유럽어족의 고향으로 비정하는 폰토스-카스피 스텝의 서쪽 끝에 걸친다. 쿠르간 가설에서는 유럽으로의 대이동이 일어난 뒤에도 스텝에 남은 인도유럽어족이 발트족과 슬라브족이 되었다고 주장한다.
가장 잘 알려진 판본은 상당히 폴란드 중심적이며, 레흐와 그 후손인 폴인에게만 백수리라는 민족상징을 부여하고 체흐와 루스는 곁다리로 밀려난 인상이다. 그리고 남슬라브족에 관해서는 언급도 되지 않는다.
한편 이 전설은 레히아(실롱스크를 포함하는 폴란드를 일컫는 이름)와 체히아(보헤미아, 모라비아, 실레시아)의 지명유래전설이기도 하다. 하지만 르네상스 시대에 이미 얀 코하노프스키가 레흐와 체흐라는 인명으로부터 민족들의 이름이 비롯되었다는 것은 말이 안 된다고 평가절하했다. 레흐족과 체흐족의 이름은 원래부터 그 이름이었고, 그 이름을 설명하기 위해 레호와 체흐라는 인물들이 창작되었다는 설명이 합리적이다. 하지만 코하노프스키는 고대에 레흐라는 강력한 지도자가 실재해서 그 이름이 붙었고 그전에 사용되던 민족명은 잊혀졌을 가능성이 아예 없지는 않다고 여지를 열어두었다.

## 같이 보기
- 키이 (크냐지)
- 로물루스와 레무스